# Аугсбургская ратуша
Ратуша в Аугсбурге (нем. Augsburger Rathaus) — одна из крупнейших ратуш Германии, вместе с расположенной рядом башней Перлахтурм является символом города.

Первая ратуша в Аугсбурге была построена в 1385 году, но в начале XVII века было решено удовлетворить требование имперского рейхстага. Строительство ратуши началось 25 августа 1615 года и продолжалось до 1624 года. Стиль здания, выстроенного по проекту уроженца города Элиаса Холля, характерен для архитектуры эпохи Возрождения. Считается, что это первая ратуша в мире, в которой на момент окончания строительства было более шести этажей. Затраты на ратушу составили более 100 тыс. гульденов, громадную по тем временам сумму. 

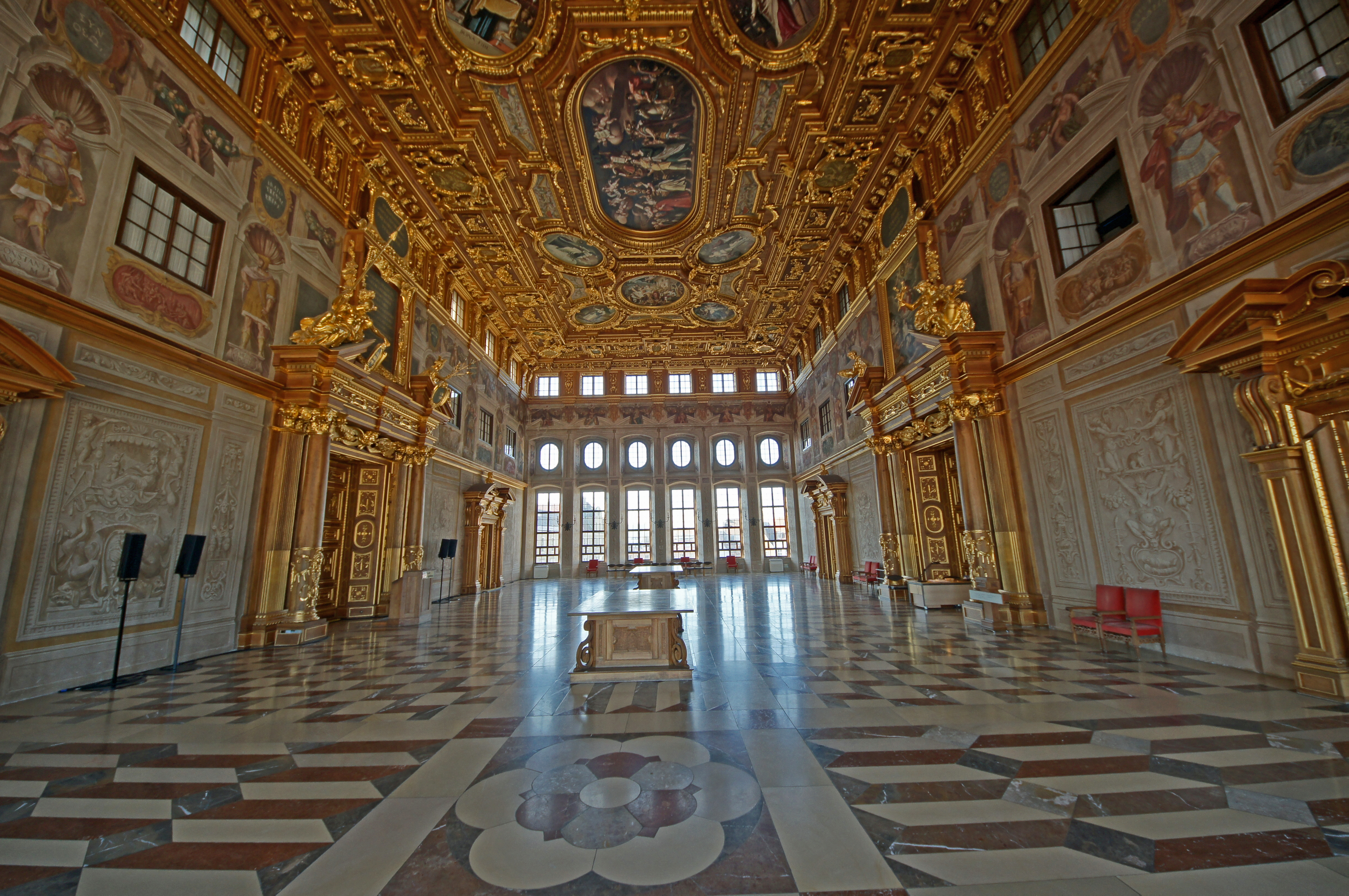
Золотой зал

В 1828 году рядом с ратушей было построено здание биржи, которое мешало осмотру ратуши и башни Перлахтурм со стороны городской площади, но в 1944 году оно было уничтожено бомбардировкой союзников. От самой же ратуши осталась стоять только фасадная стена.
После Второй мировой войны ратуша была восстановлена и с 1955 года вновь стала использоваться в качестве административного центра города. В 1980—1984 годах были восстановлены первоначальные цвета интерьера и фасад здания, согласно историческим материалам.
На парадном фасаде Ратуши изображены имперский Орёл и кедровая шишка, которые символизируют историю Аугсбурга в составе Священной Римской империи. Главное помещение Аугсбургской ратуши — Золотой зал с головокружительно пышной отделкой 1640-х гг., в котором проходят местные приёмы, награждения, праздничные концерты и прочие торжественные мероприятия.